# Grande mortalis aevi spatium
La locuzione latina Grande mortalis aevi spatium, tradotta letteralmente, significa grande spazio della vita mortale (Tacito, Agricola, III).
Il tempo della vita umana è brevissimo, ma se si considera questo periodo in rapporto ai frutti, alle conseguenze durature che ne possono derivare, si può giustamente, in qualche caso, chiamarlo lungo e grande.